# Schenkia australis
Schenkia australis är en gentianaväxtart som först beskrevs av Robert Brown, och fick sitt nu gällande namn av G.Mans.. Schenkia australis ingår i släktet Schenkia och familjen gentianaväxter. Inga underarter finns listade i Catalogue of Life.